# Holden Belmont
Der Holden Belmont war ein Pkw der oberen Mittelklasse, der in den Modelljahren 1968 bis 1977 von Holden in Australien als Nachfolger des Standard gebaut wurde. Parallel dazu ersetzte der Holden Kingswood den Special. Dieser wurde noch bis 1979 als Kingswood und Kingswood SL hergestellt. Der Kingswood Utility wurde noch bis 1985 gefertigt.

## Modellgeschichte

### Belmont / Kingswood (HK/HT/HG, 1968–1971)

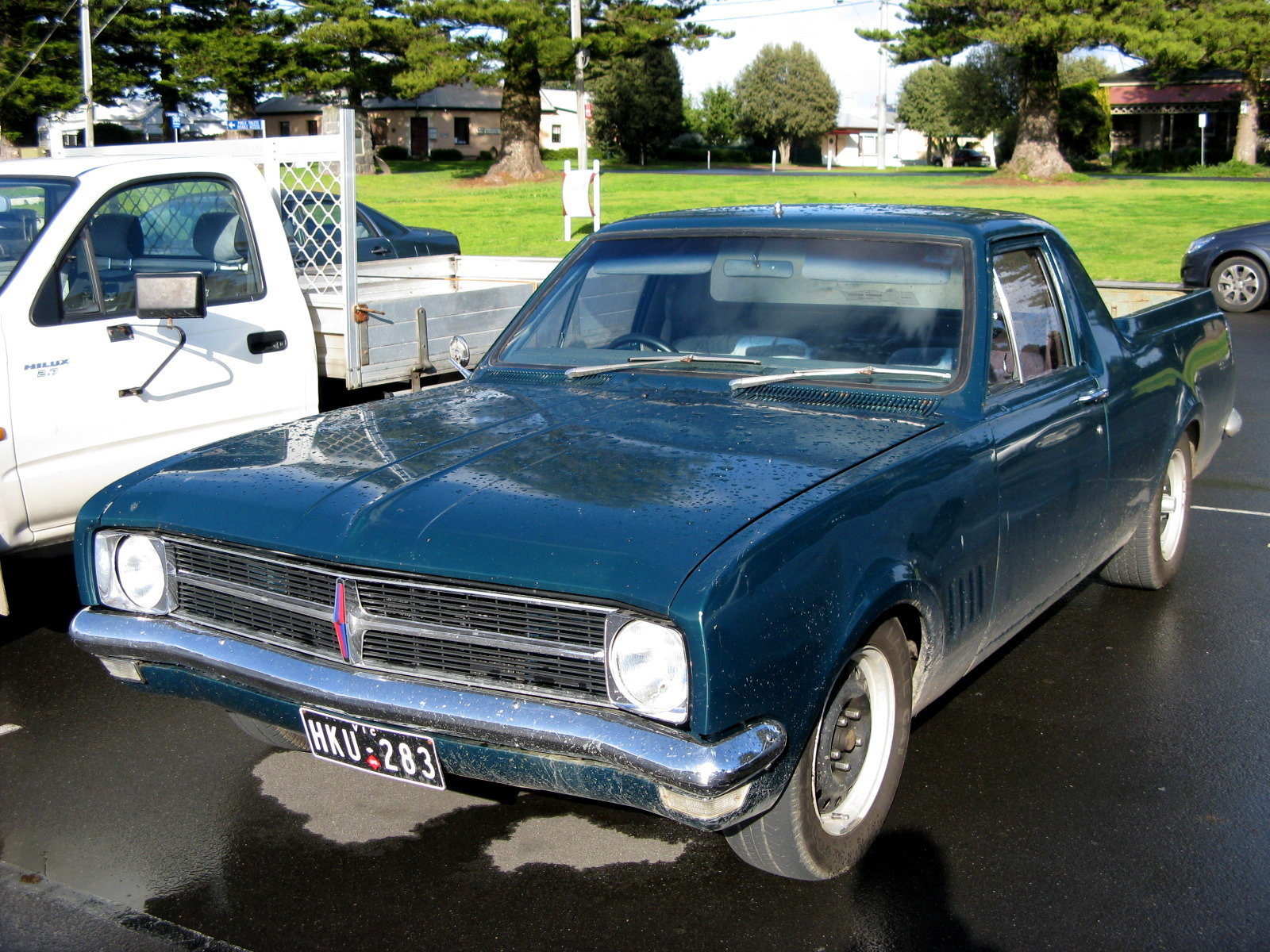
Holden Belmont Utility HK
(1968–1969)

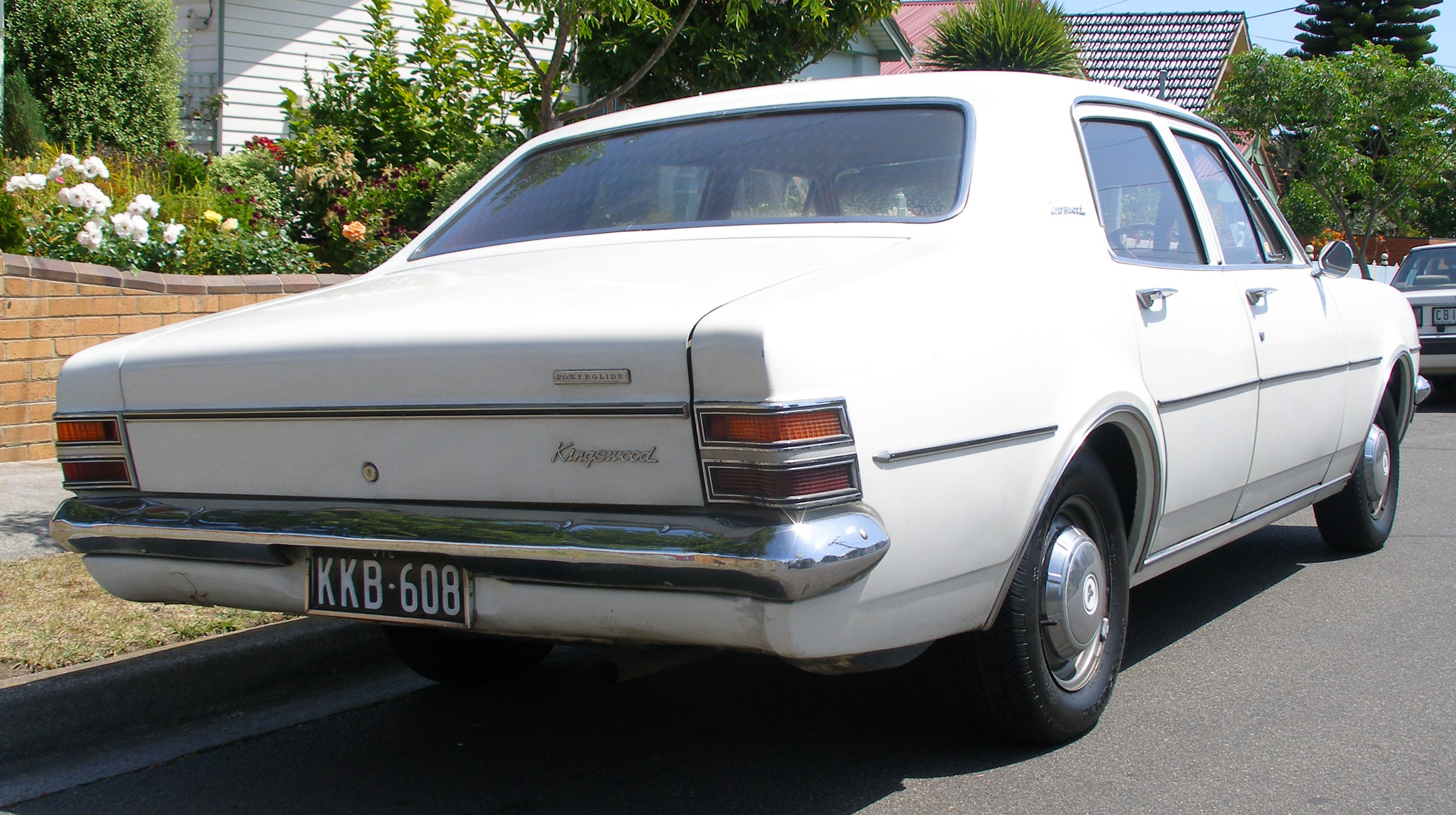
Heck des Kingswood HT

Im Januar 1968 wurden der große Holden unter neuem Namen vorgestellt. Der HR Standard wurde zum Belmont HK, der HR Special zum Kingswood HK. Nur der Premier behielt seinen Namen. Die Wagen legten um 5″ in Radstand und Länge zu und erhielten eine neue, konturierte Front, bei der die Mitte des Kühlergrills und die Fahrzeugecken mit den Scheinwerfern nach vorne strebten. Der neue Kühlergrill war horizontal und vertikal durch je eine Chromleiste geteilt. Über den hinteren Radläufen zeigte sich ein modischer Hüftknick und es gab breite Rückleuchten. Neben Belmont, Kingswood und Premier wurden in dieser Serie auch noch das Sportcoupé Monaro und die Luxuslimousine Brougham gefertigt, der Pickup war als Belmont und Kingswood erhältlich.
Neben den bekannten Sechszylindermotoren mit 2,6 l und 3,05 l Hubraum und 108–145 bhp (79–107 kW) gab es erstmals bei Holden auch V8-Motoren. Chevrolet steuerte einen Motor mit 5031 cm³ und 210 bhp (154 kW) bei und von den anderen GM-Marken kam ein V8 mit 5359 cm³ und 250 bhp (184 kW).
Das erste Facelift folgte im Mai 1969 zum Belmont / HT Kingswood HT. Der horizontale Chromstab, der im Vorjahr den Kühlergrill teilte, entfiel und die Rückleuchten waren nun zweireihig. Als neues Modell kam der Eintonner (Fahrgestell für kundenspezifische Aufbauten) dazu.
Mehr tat sich bei den Motoren: Einerseits entwickelte Holden eigene V8-Motoren mit 4.146 cm³ Hubraum und 174 bhp (128 kW) bei einer Verdichtung von 8:1, bzw. 185 bhp (136 kW) bei einer Verdichtung von 9:1, sowie als Ersatz für den Chevrolet-Motor einen V8 mit 5.047 cm³ und 240 bhp (176 kW). Andererseits importierte man den GM-Small-Block-V8 mit 5735 cm³ Hubraum und 275 bhp (202 kW) bei Automatikbetrieb und 300 bhp (221 kW) mit Schaltgetriebe. Dazu kam am unteren Ende der Skala ein Reihensechszylinder mit nur 2130 cm³ und 90 bhp (66 kW), der nur für Exportmodelle eingesetzt wurde. Da auch die Motoren der letzten Serie HK aufgebraucht wurden, standen im HT 12 verschiedene Motoren zur Wahl, so viele wie niemals vorher oder nachher bei Holden.
Im Juli 1971 kam das zweite Facelift zum Belmont / HG Kingswood HG. Der horizontale Chromstab im Kühlergrill des Vormodells hatte sich zum breiten Steg gemausert, auf dessen beiden Seiten sich engmaschige Kühlergrills erstreckten. Die Rückleuchten waren wieder einreihig. Das Motorenangebot entsprach fast dem des HT, nur der alte Chevrolet-Motor mit 5,05 l Hubraum und 210 bhp hatte ausgedient.
| Modell   | Bezeichnung          | Fahrzeugart            | Bauzeitraum     |
| -------- | -------------------- | ---------------------- | --------------- |
| HK-80135 | Belmont Wagon        | Kombi, fünftürig       | 01/1968–05/1969 |
| HK-80169 | Belmont Sedan        | Limousine, viertürig   | 01/1968–05/1969 |
| HK-80170 | Belmont Panelvan     | Lieferwagen, dreitürig | 03/1968–05/1969 |
| HK-80180 | Belmont Utility      | Pickup, zweitürig      | 03/1968–05/1969 |
| HK-80335 | Kingswood Wagon      | Kombi, fünftürig       | 01/1968–05/1969 |
| HK-80369 | Kingswood Sedan      | Limousine, viertürig   | 01/1968–05/1969 |
| HK-80380 | Kingswood Utility    | Pickup, zweitürig      | 03/1968–05/1969 |
| HT-80135 | Belmont Wagon R6     | Kombi, fünftürig       | 05/1969–07/1970 |
| HT-80169 | Belmont Sedan R6     | Limousine, viertürig   | 05/1969–07/1970 |
| HT-80170 | Belmont Panelvan R6  | Lieferwagen, dreitürig | 05/1969–07/1970 |
| HT-80180 | Belmont Utility R6   | Pickup, zweitürig      | 05/1969–07/1970 |
| HT-80235 | Belmont Wagon V8     | Kombi, fünftürig       | 05/1969–07/1970 |
| HT-80269 | Belmont Sedan V8     | Limousine, viertürig   | 05/1969–07/1970 |
| HT-80270 | Belmont Panelvan V8  | Lieferwagen, dreitürig | 05/1969–07/1970 |
| HT-80280 | Belmont Utility V8   | Pickup, zweitürig      | 05/1969–07/1970 |
| HT-80335 | Kingswood Wagon R6   | Kombi, fünftürig       | 05/1969–07/1970 |
| HT-80369 | Kingswood Sedan R6   | Limousine, viertürig   | 05/1969–07/1970 |
| HT-80380 | Kingswood Utility R6 | Pickup, zweitürig      | 05/1969–07/1970 |
| HT-80435 | Kingswood Wagon V8   | Kombi, fünftürig       | 05/1969–07/1970 |
| HT-80469 | Kingswood Sedan V8   | Limousine, viertürig   | 05/1969–07/1970 |
| HT-80480 | Kingswood Utility V8 | Pickup, zweitürig      | 05/1969–07/1970 |
| HG-80135 | Belmont Wagon R6     | Kombi, fünftürig       | 07/1970–06/1971 |
| HG-80169 | Belmont Sedan R6     | Limousine, viertürig   | 07/1970–06/1971 |
| HG-80170 | Belmont Panelvan R6  | Lieferwagen, dreitürig | 07/1970–10/1971 |
| HG-80180 | Belmont Utility R6   | Pickup, zweitürig      | 07/1970–10/1971 |
| HG-80235 | Belmont Wagon V8     | Kombi, fünftürig       | 07/1970–06/1971 |
| HG-80269 | Belmont Sedan V8     | Limousine, viertürig   | 07/1970–06/1971 |
| HG-80270 | Belmont Panelvan V8  | Lieferwagen, dreitürig | 07/1970–10/1971 |
| HG-80280 | Belmont Utility V8   | Pickup, zweitürig      | 07/1970–10/1971 |
| HG-80335 | Kingswood Wagon R6   | Kombi, fünftürig       | 07/1970–06/1971 |
| HG-80369 | Kingswood Sedan R6   | Limousine, viertürig   | 07/1970–06/1971 |
| HG-80380 | Kingswood Utility R6 | Pickup, zweitürig      | 07/1970–10/1971 |
| HG-80435 | Kingswood Wagon V8   | Kombi, fünftürig       | 07/1970–06/1971 |
| HG-80469 | Kingswood Sedan V8   | Limousine, viertürig   | 07/1970–06/1971 |
| HG-80480 | Kingswood Utility V8 | Pickup, zweitürig      | 07/1970–10/1971 |

Von der HK-Reihe entstanden 199.039 Exemplare, vom HT waren es 183.402 Stück und der HG wurde bis Juli 1971 genau 155.787-mal gebaut (alle Zahlen incl. der Modelle Premier, Monaro, Brougham und Eintonner).

### Belmont / Kingswood / Kingswood SL (HQ/HJ/HX/HZ/WB, 1971–1985)

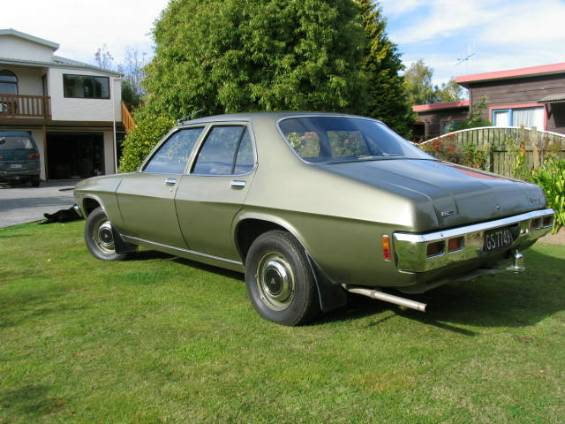
Holden Kingswood HQ Sedan (1971–1974)

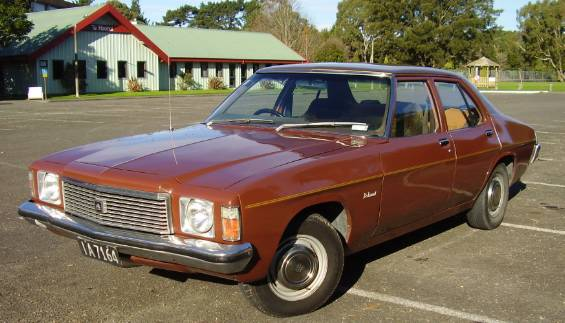
Holden Belmont HJ (1974–1976)

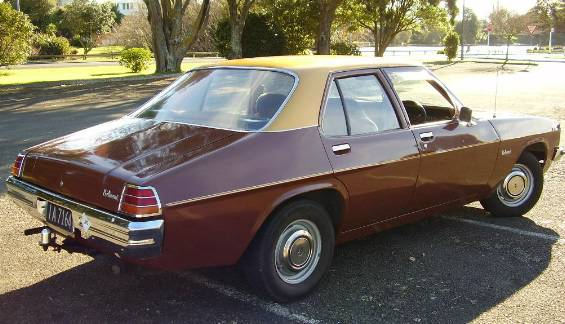
Heck des Belmont HJ

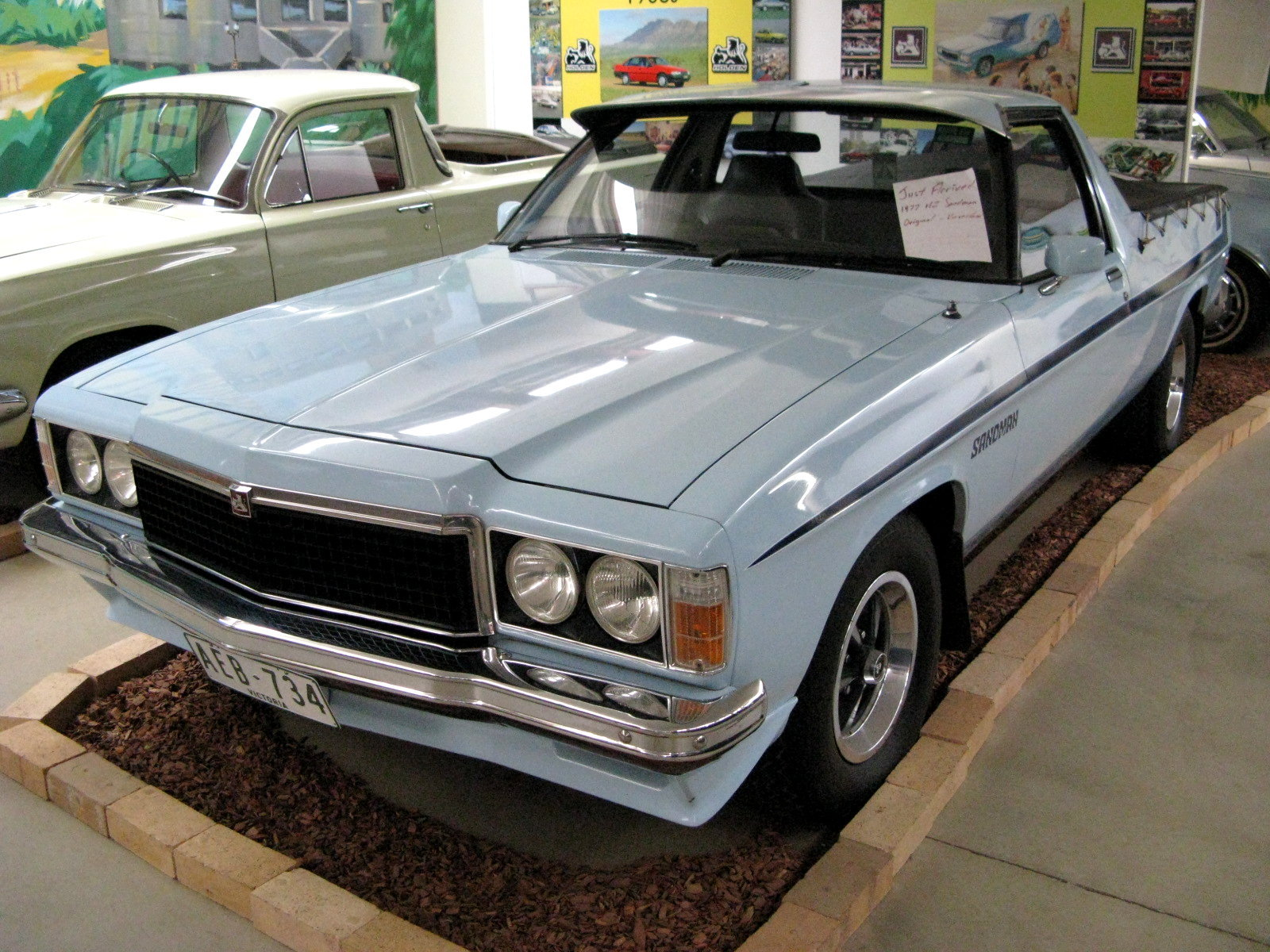
Holden Sandman Utility HZ (1977–1980)

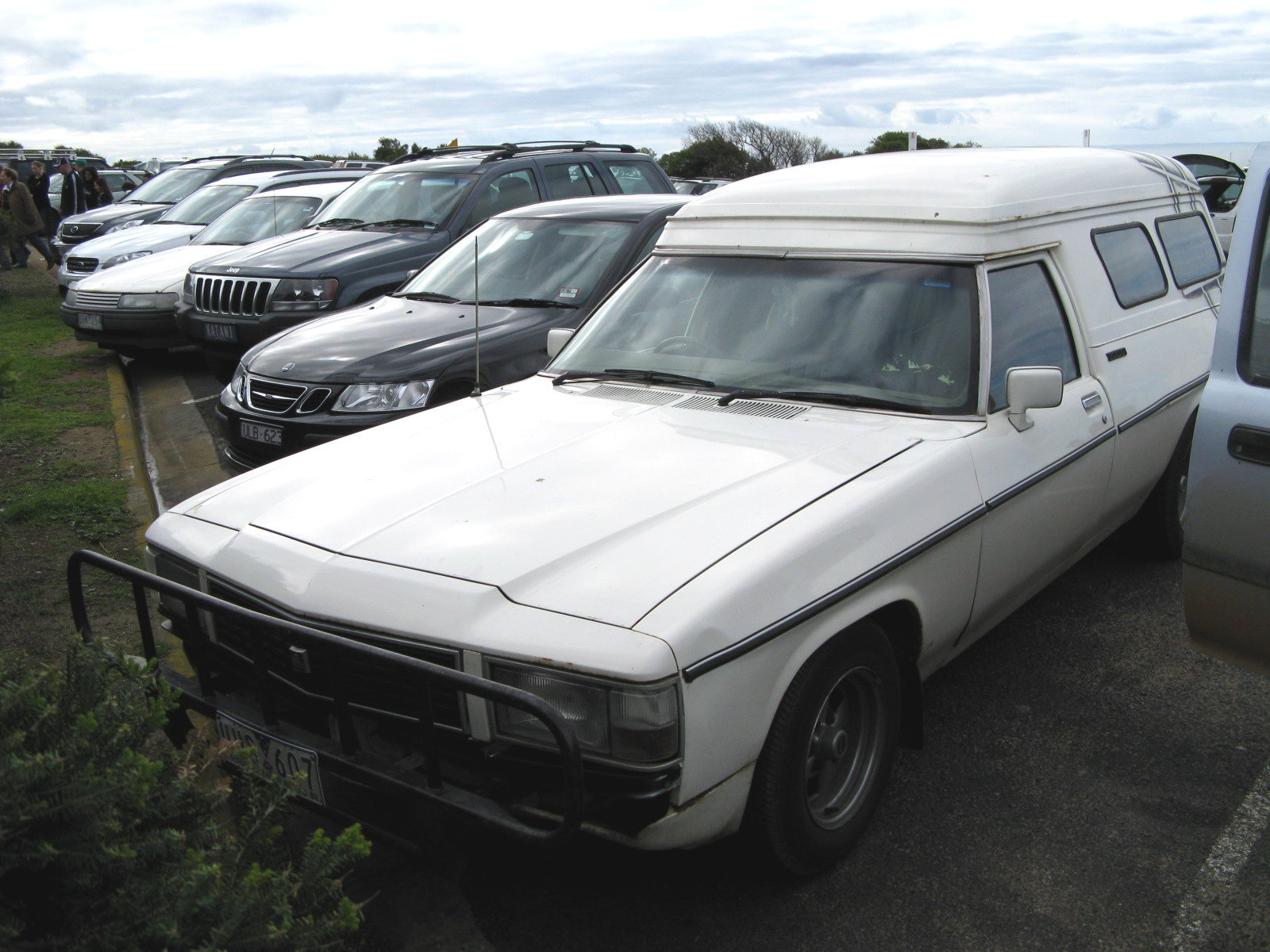
Holden Kingswood Utility WB (1980–1985)

Eine ganz neue Serie erschien im Juli 1971 in Gestalt des Belmont / Kingswood HQ. Während der Radstand bei den Limousinen gleich blieb, wuchs er bei den Kombis, Lieferwagen und Pickups um 3″. Die neue Front mit dem schwarzen Kühlergrill, der durch einen horizontalen Chromstab geteilt war, erinnerte an den Opel Rekord D, wobei die Modelle Belmont und Kingswood aber bei den einzelnen runden Scheinwerfern in quadratischen Chromrahmen blieben. Die Heckklappe war auffällig nach unten gezogen – ähnlich der beim Mitsubishi Galant IV (A160) – was den Wagen ein etwas unharmonisches, aber sehr typisches Aussehen verlieh. Die breiten Heckleuchten waren wieder zweireihig. Das Luxusmodell Brougham war dem Statesman gewichen.
Der Basismotor (früher ein 2,6-l-R6) wurde auf 2835 cm³ aufgebohrt und leistete 112 bhp (82 kW) bei einer Verdichtung von 8,3:1 oder 118 bhp (87 kW) bei einer Verdichtung von 9,4:1. Neu war auch ein größerer Sechszylinder aus eigener Entwicklung mit 3310 cm³ Hubraum und 129 bhp (95 kW) bei einer Verdichtung von 7,8:1 oder 135 bhp (99 kW) bei einer Verdichtung von 9,4:1.
Das erste Facelift zum Belmont / Kingswood HJ kam im Oktober 1974 und verschaffte den Wagen eine neue Front mit prominent an den Fahrzeugecken sitzenden Blinkleuchten und einem Kühlergrill mit sechs schmalen horizontalen Chromleisten. Das Heck blieb nahezu unverändert. Die einfacheren Modelle Lieferwagen und Pickups der Belmont-Reihe verloren diesen Namen und hießen nur mehr Panelvan HJ und Utility HJ. Beide gab es auf Wunsch allerdings in der Ausführung Sandman, die mit schicken Rallyestreifen und Doppelscheinwerfern verziert war. Der kleine 2,1-l-R6-Motor für die Exportmodelle wurde ebenso aufgegeben wie der große 5,3-l-V8-Small-Block von Chevrolet. Der hauseigene 5,05-l-V8 bekam mit 9,7:1 eine höhere Verdichtung und leistete nun 250 bhp (184 kW).
Im Juli 1976 folgte erneut ein leichtes Facelift zum Belmont / Kingswood HX, das sich vorwiegend in einem neuen Kühlergrill zeigte, der aus zehn nebeneinander angeordneten rechteckigen Kästchen bestand. Tiefgreifender war die Änderung bei der Motorisierung. Neue Emissionsvorschriften machten fast allen bisher gelieferten Motoren den Garaus. Nur drei Aggregate blieben übrig, die in ihrer Leistung aber deutlich reduziert wurden: Der 3,3-l-R6 mit nur noch 120 bhp (88 kW), der 4,15-l-V8 mit 163 bhp (120 kW) und der 5,05-l-V8 mit 219 bhp (161 kW). Alle Aggregate waren mit 9,4–9,7:1 hochverdichtet.
Das dritte kleine Facelift erfolgte im Oktober 1977. Der Belmont HX wurde durch den Kingswood HZ ersetzt, während der Kingswood HX nun zum Kingswood SL HZ wurde. Wiederum war die auffälligste Änderung der Kühlergrill, der nun wieder ein engmaschiges Netz aufwies. Außerdem gab es bessere Fahrwerke.
Während die Limousinen und Coupés der HZ-Serie im März des Jahres 1980 zu Gunsten des seit 1978 gebauten Commodore ausliefen, erhielten die Lieferwagen und Pickups im April 1980 zusammen mit dem Statesman noch ein viertes Facelift zur Serie WB. Es gab einen groben Kühlergrill, der mit zwei horizontalen Chromstäben und einem vertikalen in sechs Felder geteilt war. Neben den runden Scheinwerfern in rechteckigen Chromrahmen befanden sich an den Fahrzeugecken nun kombinierte Blink- und Begrenzungsleuchten. Später war der Kühlergrill ganz in schwarz gehalten und die runden Scheinwerfer wurden durch rechteckige Exemplare ersetzt. Der 4,15-l-V8 leistete nun bei auf 9:1 reduzierter Verdichtung 136 bhp (100 kW) und der 5,05-l-V8 war den luxuriösen Statesman vorbehalten.
| Modell         | Bezeichnung                 | Fahrzeugart            | Bauzeitraum     |
| -------------- | --------------------------- | ---------------------- | --------------- |
| HQ-80135       | Belmont Wagon R6            | Kombi, fünftürig       | 07/1971–10/1974 |
| HQ-80169       | Belmont Sedan R6            | Limousine, viertürig   | 07/1971–10/1974 |
| HQ-80170       | Belmont Panelvan R6         | Lieferwagen, dreitürig | 11/1971–10/1974 |
| HQ-80180       | Belmont Utility R6          | Pickup, zweitürig      | 11/1971–10/1974 |
| HQ-80235       | Belmont Wagon V8            | Kombi, fünftürig       | 07/1971–10/1974 |
| HQ-80269       | Belmont Sedan V8            | Limousine, viertürig   | 07/1971–10/1974 |
| HQ-80270       | Belmont Panelvan V8         | Lieferwagen, dreitürig | 11/1971–10/1974 |
| HQ-80280       | Belmont Utility V8          | Pickup, zweitürig      | 11/1971–10/1974 |
| HQ-80335       | Kingswood Wagon R6          | Kombi, fünftürig       | 07/1971–10/1974 |
| HQ-80369       | Kingswood Sedan R6          | Limousine, viertürig   | 07/1971–10/1974 |
| HQ-80380       | Kingswood Utility R6        | Pickup, zweitürig      | 11/1971–10/1974 |
| HQ-80435       | Kingswood Wagon V8          | Kombi, fünftürig       | 07/1971–10/1974 |
| HQ-80469       | Kingswood Sedan V8          | Limousine, viertürig   | 07/1971–10/1974 |
| HQ-80480       | Kingswood Utility V8        | Pickup, zweitürig      | 11/1971–10/1974 |
| HJ-8WM35       | Belmont Wagon               | Limousine, viertürig   | 10/1974–06/1976 |
| HJ-8WM69       | Belmont Sedan               | Limousine, viertürig   | 10/1974–06/1976 |
| HJ-8WM70       | Panelvan / Sandman Panelvan | Lieferwagen, dreitürig | 10/1974–06/1976 |
| HJ-8WM80       | Utility / Sandman Utility   | Pickup, zweitürig      | 10/1974–06/1976 |
| HJ-8WN35       | Kingswood Wagon             | Kombi, fünftürig       | 10/1974–06/1976 |
| HJ-8WN69       | Kingswood Sedan             | Limousine, viertürig   | 10/1974–06/1976 |
| HJ-8WN80       | Kingswood Utility           | Pickup, zweitürig      | 10/1974–06/1976 |
| HX-8WM35       | Belmont Wagon               | Limousine, viertürig   | 07/1976–09/1977 |
| HX-8WM69       | Belmont Sedan               | Limousine, viertürig   | 07/1976–09/1977 |
| HX-8WM70       | Panelvan / Sandman Panelvan | Lieferwagen, dreitürig | 07/1976–09/1977 |
| HX-8WM80       | Utility / Sandman Utility   | Pickup, zweitürig      | 07/1976–09/1977 |
| HX-8WN35       | Kingswood Wagon             | Kombi, fünftürig       | 07/1976–09/1977 |
| HX-8WN69       | Kingswood Sedan             | Limousine, viertürig   | 07/1976–09/1977 |
| HX-8WN70       | Kingswood Panelvan          | Lieferwagen, dreitürig | 07/1976–09/1977 |
| HX-8WN80       | Kingswood Utility           | Pickup, zweitürig      | 07/1976–09/1977 |
| HZ-8WM70       | Panelvan / Sandman Panelvan | Lieferwagen, dreitürig | 10/1977–03/1980 |
| HZ-8WM80       | Utility / Sandman Utility   | Pickup, zweitürig      | 10/1977–03/1980 |
| HZ-8WN35       | Kingswood Wagon SL          | Kombi, fünftürig       | 10/1977–03/1980 |
| HZ-8WN35 / A9K | Kingswood Wagon             | Kombi, fünftürig       | 10/1977–03/1980 |
| HZ-8WN69       | Kingswood Sedan SL          | Limousine, viertürig   | 10/1977–03/1980 |
| HZ-8WN69 / A9K | Kingswood Sedan             | Limousine, viertürig   | 10/1977–03/1980 |
| HZ-8WN70       | Kingswood Panelvan SL       | Lieferwagen, dreitürig | 10/1977–03/1980 |
| HZ-8WN80       | Kingswood Utility SL        | Pickup, zweitürig      | 10/1977–03/1980 |
| WB-8WM70       | Panelvan                    | Lieferwagen, dreitürig | 04/1980–01/1985 |
| WB-8WM80       | Utility                     | Pickup, zweitürig      | 04/1980–01/1985 |
| WB-8WN80       | Kingswood Utility           | Pickup, zweitürig      | 04/1980–01/1985 |

Vom HQ entstanden 485.650 Exemplare, vom HJ waren es 176.202. Die Serie HX wurde 110.669-mal gebaut, die Serie HZ 154.155-mal. Als der WB Anfang 1985 langsam auslief, waren 60.231 Stück entstanden (alle Zahlen incl. der Modelle Premier, Monaro, Brougham und Eintonner).

## Quelle
- Terry Bebbington, Michel A. Malik: 45 Years of Holden. Australian Publishing and Printing Company, Sydney NSW 1994, ISBN 0-947216-31-6.